# Raúl Vilches
Raúl Vilches More (2 de outubro de 1954 — 13 de janeiro de 2022) foi um jogador de voleibol de Cuba que competiu nos Jogos Olímpicos de 1976 e 1980.
Em 1976, ele fez parte da equipe cubana que conquistou a medalha de bronze no torneio olímpico, no qual atuou em todas as seis partidas. Quatro anos depois, ele participou de seis jogos e o time cubano finalizou na sétima colocação na competição olímpica de 1980.